# Wywiad (serial telewizyjny)
Wywiad (ang. Intelligence) – kanadyjski kryminalny serial telewizyjny stworzony przez Chrisa Haddocka, emitowany na stacji CBC w latach 2005-2007. Główne role w serialu odgrywają Ian Tracey oraz Klea Scott. Pilot serialu wyemitowano 28 listopada 2005 roku w formie filmu telewizyjnego, a sama seria rozpoczęła się niemalże rok później, 10 października 2006 roku. Drugi sezon serialu emitowany był od 1 października 2007 do 10 grudnia 2007 roku.
7 marca 2008 roku stacja CBC ogłosiła anulowanie serialu.

## Obsada
- Ian Tracey jako Jimmy Reardon
- Klea Scott jako Mary Spalding
- Matt Frewer jako Ted Altman
- John Cassini jako Ronnie Delmonico
- Darcie Laurie jako Bob Tremblay
- Camille Sullivan jako Francine Reardon
- Bernie Coulson jako Michael Reardon
- Sophie Hough jako Stella Reardon
- Shane Meier jako Phil Coombs
- Fulvio Cecere jako Dante Ribiso
- Michael Eklund jako Rene Desjardins
- Tuan Phan jako Phan
- David Lovgren jako John Hogarty

## Lista odcinków

### Film telewizyjny (Pilot)
| N/o | Tytuł                   | Reżyseria      | Scenariusz | Premiera          |
| --- | ----------------------- | -------------- | ---------- | ----------------- |
| 1   | Intelligence: The Movie | Stephen Surjik | ?          | 28 listopada 2005 |

### Seria pierwsza
| N/o | Tytuł                             | Reżyseria            | Premiera             |
| --- | --------------------------------- | -------------------- | -------------------- |
| 1   | Where Good Men Die Like Dogs      | David Frazee         | 10 października 2006 |
| 2   | A Champagne Payday                | Stefan Pleszczynski  | 17 października 2006 |
| 3   | Don't Break Your Brother's Heart  | Stephen Surjik       | 24 października 2006 |
| 4   | Jimmy's Got a Money Machine       | Stefan Pleszczynski  | 31 października 2006 |
| 5   | Where There's One There's Another | Charles Martin Smith | 7 listopada 2006     |
| 6   | Pressure Drop                     | Sturla Gunnarsson    | 14 listopada 2006    |
| 7   | Love and War                      | John Fawcett         | 21 listopada 2006    |
| 8   | Clean and Simple                  | Sturla Gunnarsson    | 28 listopada 2006    |
| 9   | Cleaning Up                       | Stuart Margolin      | 5 grudnia 2006       |
| 10  | Things Change                     | Ian Tracey           | 12 grudnia 2006      |
| 11  | Not a Nice Boy!                   | Stephen Surjik       | 9 stycznia 2007      |
| 12  | Dante's Inferno                   | Nicholas Campbell    | 16 stycznia 2007     |
| 13  | Down but not out                  | Chris Haddock        | 30 stycznia 2007     |

### Seria druga
| N/o | Tytuł                                                  | Reżyseria           | Premiera             |
| --- | ------------------------------------------------------ | ------------------- | -------------------- |
| 1   | A Man Escapes                                          | Stephen Surjik      | 1 października 2007  |
| 2   | A Man Is Framed                                        | Stephen Surjik      | 8 października 2007  |
| 3   | A Man Underground                                      | Stefan Pleszczynski | 15 października 2007 |
| 4   | A Man and a Woman Betrayed                             | Stuart Margolin     | 22 października 2007 |
| 5   | Love and Conspiracy                                    | Stefan Pleszczynski | 29 października 2007 |
| 6   | Something in the Air                                   | David Frazee        | 5 listopada 2007     |
| 7   | A Sweetheart Deal with the Devil                       | Stephen Surjik      | 12 listopada 2007    |
| 8   | Flipping the Script                                    | Ian Tracey          | 19 listopada 2007    |
| 9   | A Woman Inside                                         | Stephen Surjik      | 26 listopada 2007    |
| 10  | The Heat Is On                                         | Nicholas Campbell   | 3 grudnia 2007       |
| 11  | A Dark Alliance (Season Finale, Part I)                | Stuart Margolin     | 10 grudnia 2007      |
| 12  | We Were Here Now We Disappear (Season Finale, Part II) | Stephen Surjik      | 10 grudnia 2007      |